# Craspedolcus leptopterus
Craspedolcus leptopterus är en stekelart som först beskrevs av Cameron 1903.  Craspedolcus leptopterus ingår i släktet Craspedolcus och familjen bracksteklar. Inga underarter finns listade i Catalogue of Life.